# タムダン・マクローリー
タムダン・マクローリー（Tamdan McCrory、1986年11月5日 - ）は、アメリカ合衆国の男性総合格闘家。ニューヨーク州イサカ出身。セントラル・ニューヨークMMA所属。元NABC MMAウェルター級王者。
193cmというウェルター級では頭一つ抜けた長身を生かした打撃を得意とする。ニックネームの「ザ・バーンキャット」は「納屋に住む猫」の意味で、彼のコーチが動物界のパウンド・フォー・パウンドだと言ったことに由来する。

## 来歴
2006年に総合格闘技を始めてから1年間でプロ総合格闘技8戦8勝（判定なし）の成績を挙げ、翌2007年にはキャリア1年でUFCとの契約を果たした。契約時はニューヨーク州立大学コートランド校で運動機能学（kinesiology）を専攻する現役大学生であった（2008年に卒業）。6月12日のUFCデビュー戦UFC Fight Night: Stout vs. Fisherではピート・スプラットを三角絞めで破った。
2007年11月17日、UFC 78で郷野聡寛と対戦し、腕ひしぎ十字固めで敗れプロ初黒星を喫した。
2008年8月9日、UFC 87ではルーク・クモに判定勝ちを収めた。11月15日、UFC 91でダスティン・ヘイズレットと対戦し、リバースアームバーで一本負け。
2016年、1勝2敗でUFCからリリースされた。

## 戦績
| 総合格闘技 戦績 | 総合格闘技 戦績 | 総合格闘技 戦績 | 総合格闘技 戦績 | 総合格闘技 戦績 | 総合格闘技 戦績 | 総合格闘技 戦績 |
| --------------- | --------------- | --------------- | --------------- | --------------- | --------------- | --------------- |
| 19 試合         | (T)KO           | 一本            | 判定            | その他          | 引き分け        | 無効試合        |
| 14 勝           | 7               | 6               | 1               | 0               | 0               | 0               |
| 5 敗            | 2               | 2               | 1               | 0               | 0               | 0               |

| 勝敗 | 対戦相手                 | 試合結果                             | 大会名                                                                | 開催年月日     |
| ×    | ネイサン・マーコート     | 2R 4:44 KO（左ハイキック）           | UFC Fight Night: Lineker vs. Dodson                                   | 2016年10月1日  |
| ×    | クリストフ・ヨトゥコ     | 1R 0:59 KO（左フック）               | UFC Fight Night: MacDonald vs. Thompson                               | 2016年6月18日  |
| ○    | ジョシュ・サマン         | 3R 4:10 三角絞め                     | UFC on FOX 17: dos Anjos vs. Cowboy 2                                 | 2015年12月19日 |
| ○    | ジェイソン・ブッチャー   | 1R 1:06 腕ひしぎ十字固め             | Bellator 134: The British Invasion                                    | 2015年2月27日  |
| ○    | ブレナン・ワード         | 1R 0:21 KO（スタンドパンチ連打）     | Bellator 123                                                          | 2014年9月5日   |
| ×    | ジョン・ハワード         | 5分3R終了 判定1-2                    | UFC 101: Declaration                                                  | 2009年8月8日   |
| ○    | ライアン・マディガン     | 1R 3:35 ギブアップ（マウントパンチ） | UFC 96: Jackson vs. Jardine                                           | 2009年3月7日   |
| ×    | ダスティン・ヘイズレット | 1R 3:59 リバースアームバー           | UFC 91: Couture vs. Lesnar                                            | 2008年11月15日 |
| ○    | ルーク・クモ             | 5分3R終了 判定3-0                    | UFC 87: Seek and Destroy                                              | 2008年8月9日   |
| ×    | 郷野聡寛                 | 2R 3:19 腕ひしぎ十字固め             | UFC 78: Validation                                                    | 2007年11月17日 |
| ○    | ピート・スプラット       | 2R 2:04 三角絞め                     | UFC Fight Night: Stout vs. Fisher                                     | 2007年6月12日  |
| ○    | ヌリ・シャキール         | 2R 3:22 チョークスリーパー           | CFFC 4 【NABC MMAウェルター級タイトルマッチ】                         | 2007年4月13日  |
| ○    | アンソニー・ダンジェロ   | 1R 2:34 TKO（パンチ連打）            | CFFC 3: Battleground 【NABC MMAウェルター級タイトルマッチ】           | 2007年1月19日  |
| ○    | マイク・リトルフィールド | 1R 4:10 TKO（パンチ連打）            | Cage Fury Fighting Championships 2 【NABC MMAウェルター級王座決定戦】 | 2006年10月6日  |
| ○    | ジェイソン・ジルー       | 1R 3:07 三角絞め                     | WFL 10: X                                                             | 2006年9月23日  |
| ○    | ジョー・マンゼロ         | 1R 0:45 KO（パンチ連打）             | Full Force Productions: Untamed 7                                     | 2006年8月19日  |
| ○    | ブレンダン・ホクシー     | 2R 1:37 TKO（パンチ連打）            | Combat Zone 17: Take Control                                          | 2006年8月5日   |
| ○    | ボビー・ディアス         | 2R 0:42 TKO（パンチ連打）            | Full Force Productions: Untamed 5                                     | 2006年6月16日  |
| ○    | ジョン・ジェナー         | 1R 1:19 TKO（パンチ連打）            | WFL 7: Judgment Night 2                                               | 2006年6月3日   |

## 獲得タイトル
- WFLミドル級王座（2006年）
- NABC MMAウェルター級王座（2006年）

## 表彰
- ブラジリアン柔術 茶帯